# Tuberculosis extrapulmonar
El término tuberculosis extrapulmonar se utiliza en medicina para describir aquella situación en que existe infección por Mycobacterium tuberculosis o Mycobacterium bovis en cualquier órgano o tejido fuera del pulmón.  Se calcula que alrededor del 25% de los casos de tuberculosis presentan afectación extrapulmonar y que esta suele producirse por diseminación desde el pulmón a otros órganos a través de la sangre o de los conductos linfáticos.

## Factores de riesgo
Se ha comprobado que existen determinados factores que hacen más probable que se presente la tuberculosis extrapulmonar, principalmente edad avanzada, sexo femenino, inmunodeficiencia, infección por el virus de inmunodeficiencia humana y enfermedades crónicas, entre ellas insuficiencia renal y diabetes mellitus.

## Tipos

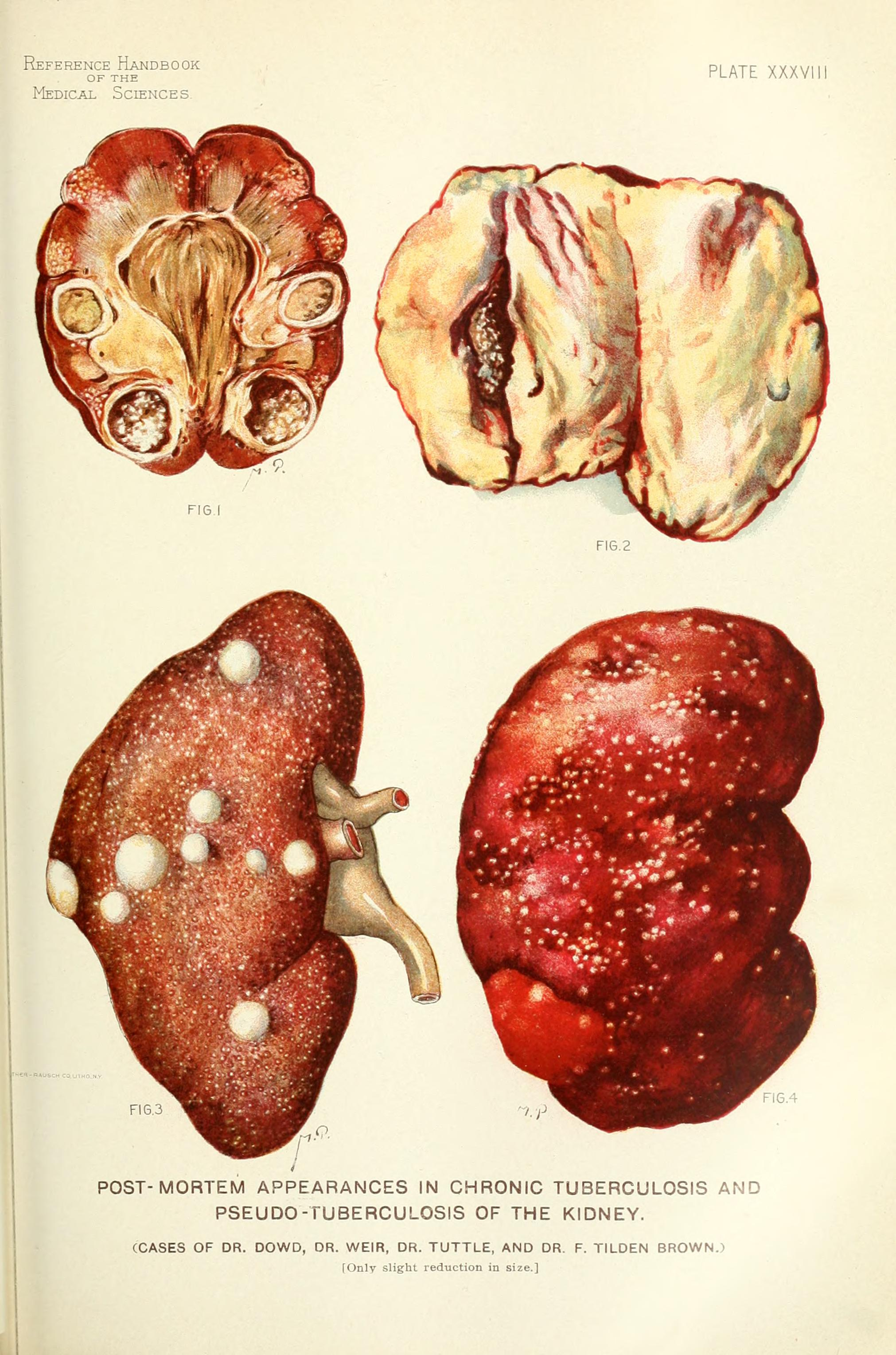
La tuberculosis renal es una forma de tuberculosis extrapulmonar.

- Tuberculosis osteoarticular. Puede afectar a la columna dorsal y lumbar, lo que da lugar a la espondilitis tuberculosa o mal de Pott. También puede localizarse en otras articulaciones, sobre todo la cadera y la rodilla.[1]
- Tuberculosis ganglionar. Afecta preferentemente a niños y adultos jóvenes, se manifiesta  principalmente por la aparición de una adenopatía cervical (escrófula) o de ganglios supraclaviculares o axilares.
- Tuberculosis miliar. Es una de las manifestaciones más graves, consiste en la diseminación de los bacilos tuberculosos desde los pulmones u otros órganos a través de la sangre o el sistéma linfático, puede iniciarse de forma aguda y evolucionar rápidamente a fallo multiorgánico y choque séptico o cursar de forma subaguda. Se produce por el vaciamiento del material caseoso infectado procedente de un foco activo y da como resultado afectación simultánea satélite en varios órganos, incluyendo pulmones, hígado, bazo, riñones, glándulas suprarrenales y meninges. En los pulmones se pueden apreciar en el estudio radiográfico multitud de pequeños gránulos que se han comparado a granos de mijo.
- Tuberculosis intestinal. Puede producirse por deglución de esputos infectados, ingestión de leche contaminada procedente de vacas tuberculosas, diseminación por  la sangre desde otras localizaciónes o por proximidad desde otros órganos afectados.
- Peritonitis tuberculosa.
- Tuberculosis del aparato urinario. Puede afectar al riñón, uréter y vejiga urinaria.
- Tuberculosis del aparato genital. Puede causar endometritis y salpingitis en mujeres y epididimitis en varones.
- Tuberculosis del sistema nervioso central. Incluye la meningitis tuberculosa.
- Pericarditis tuberculosa.

- Tuberculosis pleural.

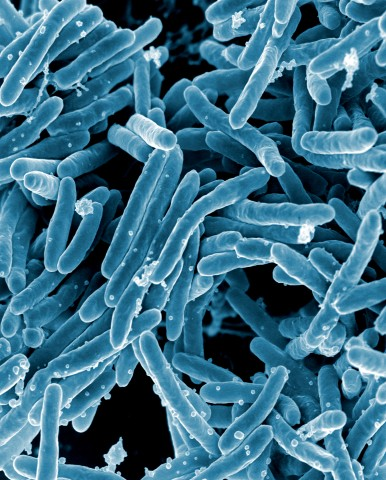
Mycobacterium tuberculosis.

- Tuberculosis suprarrenal. Se produce por infección aguda de la glándula suprarrenal que inicialmente sufre un aumento de tamaño, pero finalmente acaba por presentar un proceso de atrofia y calcificación que da lugar a un cuadro de insuficiencia suprarrenal.[3]
- Tuberculosis ocular.
- Tuberculosis cutánea. Es muy rara, tiene lugar por infección de Mycobacterium tuberculosis a través de una fuente externa o procedente de un órgano interno o ganglio previamente infectado. Existen varios cuadros clínicos: lupus vulgar, tuberculosis verrugosa, chancro tuberculoso, tuberculosis gomosa y tuberculosis miliar cutánea. Una forma especial es el eritema indurado de Bazin.[4]
- Tuberculosis ótica. Puede manifestarse como una otitis media supurativa y provocar complicaciones, entre ellas mastoiditis. No suele iniciarse de forma aguda.[5]